# Dr. P
Luis Pellot (Arecibo, Puerto Rico, 23 de diciembre de 1976), conocido como Dr. P, es un rapero, compositor, productor y cantante puertorriqueño de música urbana. Actualmente se dedica a tiempo completo al ministerio musical. Ha sido nominado en dos ocasiones en los Premios Arpa en la categoría Mejor álbum urbano, siendo ganador en 2015.

## Carrera musical
Luis Pellot, desde 1997, especializado en barbería, comienza su negocio "Hip Hop Barber Shop" en el pueblo de Arecibo, siendo uno de los pioneros en ofrecer servicios especializados para la belleza del hombre. Más adelante, decide incursionar en el mundo del rap, cuando vio como una necesidad compartir su experiencia de vida desde un enfoque positivo y alentador. 

«Son vivencias que Dios ha permitido en mi vida, algunas positivas y otras necesarias para yo entender cual es mi verdadero propósito. Ese es el enfoque de mi música: que no importa lo vil y despreciable que podamos ser, Dios lo conoce y El sabe que lo mejor que tú sabes hacer es pecar y lo que El quiere es entrar en tu corazón, no para juzgarte ni ridiculizarte, sino para hacer de ti una persona que entienda para qué fuiste creado»
Luis A. Pellot, Dr. P

En 2003, participa en el álbum United Kingdom de Manny Montes, lo que marcó oficialmente su debut como rapero. Posteriormente, lanzó su álbum homónimo bajo el sello Un-Sin Records de Maso V.I.P., contó con la participación de Abdi-L, Manny Montes, Jan & Junico, y el mismo Maso. Para su segunda producción, se aliaría al sello Funkytown Music, y en 2005 sería lanzado Clave 912, donde participaron Funky, Quest, Zammy Peterson, y la producción musical de DJ Pablo.
En asociación de American Bible Society y Grupo CanZion, llegaría el disco A fuego con la Palabra. Los líderes de la música urbana cristiana como Funky, Quest, Alex Zurdo, Redimi2, Valette El Patriarca, y otros artistas de renombre compusieron temas para el álbum bajo el lema «La música es mi pasión, La Biblia es mi guía», y donde Dr. P sería el intérprete del sencillo del álbum con vídeo oficial, titulado «La Luz». El álbum está ubicado en la cronología de Dr. P como el tercero, siendo su primer y único recopilatorio hasta la fecha, permitiendo también el lanzamiento oficial de su sello discográfico "Doctor Records". La producción musical, estuvo a cargo en su mayoría por Jetson El Supersónico, además, de la participación de DJ Blaster, Quest, Funky, DJ Pablo, DJ Apóstol y StereoPhonics. Estuvo nominado a los Premios Arpa como "Mejor álbum urbano" en la edición 2008, mismo año donde llega Corazón del Reino, con la participación de Jonny L, y donde presentó a nuevos talentos de su sello como Sugar y 681. En ese año, participó en la canción «Combinación Perfecta», la única canción que ha logrado reunir a los exponentes más relevantes de la música urbana cristiana como Funky, Manny Montes, Alex Zurdo, Maso, Redimi2, Quest y Triple Seven.
En esos años, fue invitado para diversos proyectos musicales, participando en Los vencedores, Vida nueva, Contra Viento y Marea, El equipo invencible, y colaborando con Unción Tropical, Álex Campos, Christine D'Clario, Sueño de Hormiga, Coalo Zamorano, el sencillo «Los de la Formula», Kaldtronik y Lutek, junto a Manny Montes, Quest, El Bima, entre otros, donde poco a poco fue mostrando versatilidad y un nuevo estilo, el mismo que plasmó en su álbum de 2014 titulado Nací pa' esto, lanzado bajo el sello CanZion, donde utilizó sonidos más gospel y pop, que los tradicionales sonidos de reguetón que lo caracterizaron en sus inicios. Por esta producción, logró su primer premio Arpa en 2015 a "Mejor álbum urbano". Pellot explicó el motivo de la pausa de este álbum, afirmando que era necesario para enfocarse en restaurar su corazón respecto a asuntos que no estaban resueltos desde su niñez, como un hogar disfuncional y la ausencia de un padre, «obstáculos en mi interior que me imposibilitaban funcionar como un hombre que sostiene, ama y cuida a su esposa y familia».
Luego de este álbum, ha lanzado solo sencillos, como «Dios tiene mi culpa», «Llegó la luz», y «Cielo aquí», y recientemente, participó en «Fuera X», un tema de esperanza a inicios de la pandemia de COVID-19, junto a Nathan Ironside, Osmar Pérez, Raúl Sánchez y David Lobo. Apareció en el álbum de Manny Montes titulado Solo Reggaeton en el sencillo «Reggaeton del Cielo», colaborando junto a Rey Pirin, Bengie, Triple Seven y Vito.

## Discografía

### Álbumes de estudio
- Dr. P (también titulado como Sienten Miedo) (2004)
- Clave 912 (2005)
- A Fuego con la Palabra (2007)
- Corazón del Reino (2008)
- Nací Pa' Esto (2014)